# Randy Jones
Randy Jones, född 13 september 1952 i Raleigh i North Carolina i USA, är en amerikansk discosångare och skådespelare, mest känd som cowboy i gruppen Village People.
Jones har inlett en solokarriär[när?] och producerar även andra artister. 2007 gav han ut albumet Ticket to the World.
Som skådespelare medverkade han med andra gruppmedlemmar i filmen Can't Stop the Music, som släpptes 1980.